# Vojenská produkce během druhé světové války

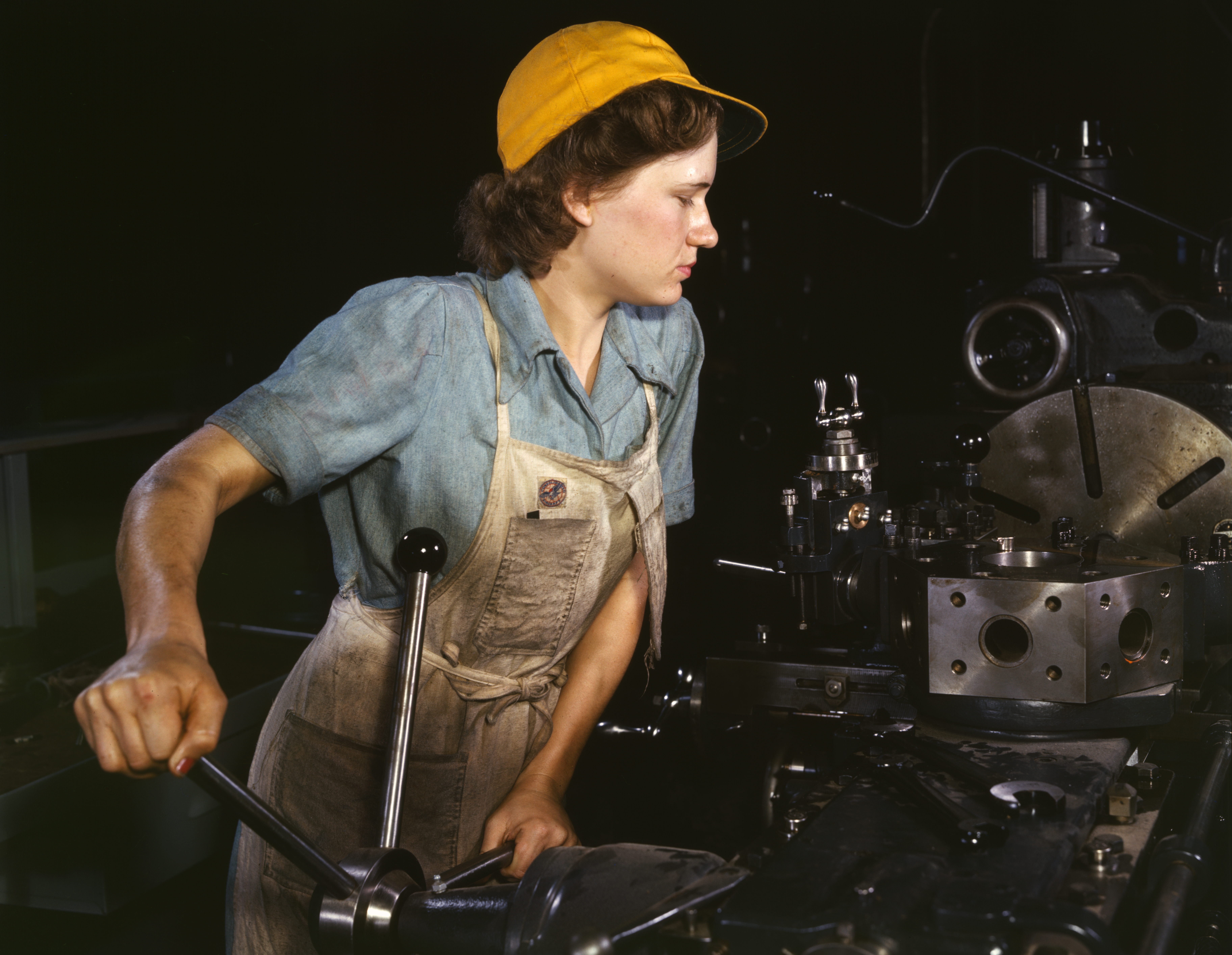
Během druhé světové války prudce vzrostl počet žen pracujících v továrnách

Vojenská produkce během druhé světové války byla klíčovou položkou válečného úsilí. Během celé války Spojenci převýšili produkci zemí Osy ve většině kategorií zbraní.

## Hrubý domácí produkt

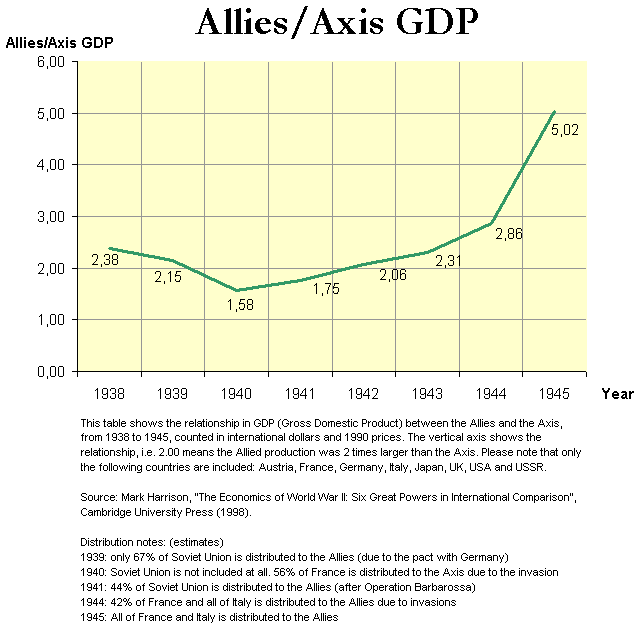
Graf znázorňuje poměr mezi hrubým domácím produktem Spojenců a Osy v letech 1938–1945

Tabulka ukazuje hrubý domácí produkt vybraných zemí Spojenců a Osy v letech 1938–1945 (přepočteno na miliardy mezinárodních dolarů a ceny v roce 1990) a poměr hrubého domácího produktu mezi nimi.
| Země            | 1938  | 1939  | 1940  | 1941  | 1942  | 1943  | 1944  | 1945  |
| --------------- | ----- | ----- | ----- | ----- | ----- | ----- | ----- | ----- |
| Rakousko        | 24    | 27    | 27    | 29    | 27    | 28    | 29    | 12    |
| Francie         | 186   | 199   | 164   | 130   | 116   | 110   | 93    | 101   |
| Německo         | 351   | 384   | 387   | 412   | 417   | 426   | 437   | 310   |
| Itálie          | 141   | 151   | 147   | 144   | 145   | 137   | 117   | 92    |
| Japonsko        | 169   | 184   | 192   | 196   | 197   | 194   | 189   | 144   |
| Sovětský svaz   | 359   | 366   | 417   | 359   | 274   | 305   | 362   | 343   |
| UK              | 284   | 287   | 316   | 344   | 353   | 361   | 346   | 331   |
| USA             | 800   | 869   | 943   | 1 094 | 1 235 | 1 399 | 1 499 | 1 474 |
| Spojenci celkem | 1 629 | 1 600 | 1 331 | 1 596 | 1 862 | 2 065 | 2 363 | 2 341 |
| Osa celkem      | 685   | 746   | 845   | 911   | 902   | 895   | 826   | 466   |
| Spojenci/Osa:   | 2.38  | 2.15  | 1.58  | 1.75  | 2.06  | 2.31  | 2.86  | 5.02  |

Poznámky k započítávání údajů z tabulky pro výpočet poměru produkce (pamatuj, že jde o hrubé odhady):

Zdroj dat pro tabulku:
Harrison, Mark, The Economics of World War II: Six Great Powers in International Comparison, Cambridge University Press (1998).

## Produkce zbraní
| Zbraně                    | Spojenci       | Osa             |
| Tanky a samohybná děla    | 227,235        | 52,345          |
| Děla                      | 914,683        | 180,141         |
| Minomety                  | 657,318        | 100,000+        |
| Kulomety                  | 4,744,484      | 1,058,863       |
| Vojenská auta             | 3,060,354      | 594,859         |
| Vojenská letadla celkem   | 633,072        | 278,795         |
| Stíhačky                  | 212,459        | 90,684          |
| Bitevníky                 | 37,549         | 12,539          |
| Bombardéry                | 153,615        | 35,415          |
| Průzkumná letadla         | 7,885          | 13,033          |
| Transportní letadla       | 43,045         | 5,657           |
| Cvičná letadla            | 93,578         | 28,516          |
| Letadlové lodě            | 155            | 16              |
| Bitevní lodě              | 13             | 7               |
| Křižníky                  | 82             | 15              |
| Torpedoborce              | 814            | 86              |
| Eskortní lodě             | 1,102          | -               |
| Ponorky                   | 422            | 1,336           |
| Tonáž nákladních lodí     | 33,993,230     | 5,000,000+      |
| Opevnění                  | 72,128,141 tun | 132,685,348 tun |
| Estimate Concrete runways | 10,000,000 tun |                 |

Pamatuj, že většina bitevních lodí a křižníků byla vybudována před válkou a mnohé sloužily po celé její trvání.

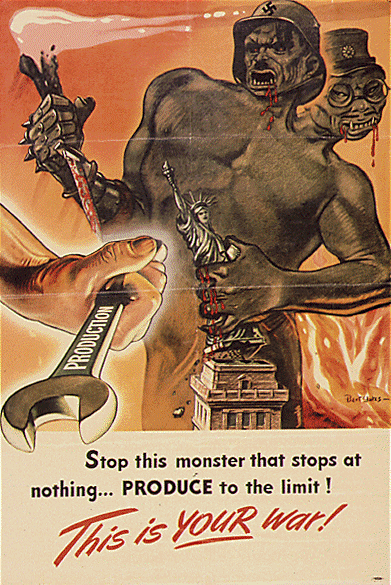
Propaganda USA burcující dělníky

### Pozemní vojsko
| Země                 | Celkem tanků a samohybných děl | Tanků a samohybných děl, kalibr nad 75 mm | Dělostřelectvo | Minomety | Kulomety  | Vojenská auta |
| -------------------- | ------------------------------ | ----------------------------------------- | -------------- | -------- | --------- | ------------- |
| Sovětský svaz        | 105,251                        | 92,595                                    | 516,648        | 200,300  | 1,477,400 | 197,100       |
| USA                  | 88,410                         | 71,067                                    | 257,390        | 105,055  | 2,679,840 | 2,382,311     |
| Spojené království   | 27,896                         |                                           | 124,877        | 102,950  | 297,336   | 480,943       |
| Kanada               | 5,678                          | 2150                                      | 10,552         |          | 251,925   | 815,729       |
| Zbytek Commonwealthu |                                |                                           | 5,215          | 46,014   | 37,983    |               |
| Německo              | 67,429                         | 43,920                                    | 159,147        | 73,484   | 674,280   | 345,914       |
| Japonsko             | 2,515                          |                                           | 13,350         |          | 380,000   | 165,945       |
| Itálie               | 2,473                          |                                           | 7,200          |          |           | 83,000        |
| Maďarsko             | 500                            |                                           | 447            |          | 4,583     |               |
| Rumunsko             | 105                            | 72                                        | 2,800          |          | 10,000    |               |

### Letectvo
| Země                 | Vojenské letouny všech typů | Stíhače | Bitevníky | Bombardéry | Transportní letadla | Cvičná letadla |
| -------------------- | --------------------------- | ------- | --------- | ---------- | ------------------- | -------------- |
| Sovětský svaz        | 157,261                     | 63,087  | 37,549    | 21,116     | 17,332              | 4,061          |
| USA                  | 324,750                     | 99,950  |           | 97,810     | 23,929              | 57,623         |
| Spojené království   | 131,549                     | 49,422  |           | 34,689     | 1,784               | 31,864         |
| Kanada               | 16,431                      | 1740    | 1134      | 2670       |                     |                |
| Francie              | 4,016                       | 1,597   | 280       | 712        |                     |                |
| Zbytek Commonwealthu | 3,081                       |         |           |            |                     |                |
| Německo              | 119,307                     | 55,727  | 12,539    | 18,449     | 3,079               | 11,546         |
| Japonsko             | 76,320                      | 30,447  |           | 15,117     | 2,110               | 15,201         |
| Itálie               | 11,122                      | 4,510   |           | 2,063      | 468                 | 1,769          |
| Maďarsko             | 1,046                       |         |           |            |                     |                |
| Rumunsko             | 1,113                       |         |           |            |                     |                |

### Námořní lodě
| Země                 | Letadlové lodě | Bitevní lodě | Křižníky | Torpedoborce | Eskortní lodě | Ponorky | Tonáž obchodních lodí |
| -------------------- | -------------- | ------------ | -------- | ------------ | ------------- | ------- | --------------------- |
| Sovětský svaz        |                |              | 2        | 25           |               | 52      |                       |
| USA                  | 22 (141)       | 8            | 48       | 349          | 420           | 203     | 33,993,230            |
| Spojené království   | 14 (25)        | 5            | 32       | 240          | 413           | 167     | 6,378,899             |
| Kanada               |                |              |          | 1            | 303           |         | 3,742,100             |
| Zbytek Commonwealthu |                |              |          | 3            | 60+           |         | 2,702,943             |
| Německo              | 0              | 2            |          | 17           | 23            | 1,141   |                       |
| Japonsko             | 16             | 2            | 9        | 63           |               | 167     | 4,152,361             |
| Itálie               | 0              | 3            | 6        | 6            |               | 28      | 1,469,606             |

### Large Scale Civil Engineering Construction
| Země               | Bunkry a palebná postavení |
| ------------------ | -------------------------- |
| Spojené království | 72,128,141                 |
| Německo            | 132,685,348                |

#### Concrete runways
10 000 000 tun

### Materiál
| Země               | Uhlí    | Železná ruda | Surová ropa |
| ------------------ | ------- | ------------ | ----------- |
| Sovětský svaz      | 590.8   | 71.3         | 110.6       |
| USA                | 2,149.7 | 396.9        | 833.2       |
| Spojené království | 1,441.2 | 119.2        | 90.8        |
| Kanada             | 101.9   | 3.6          | 8.4         |
| Německo            | 2,420.3 | 240.7        | 33.4        |
| Japonsko           | 184.5   | 21.0         | 5.2         |
| Itálie             | 16.9    | 4.4          |             |
| Maďarsko           | 6.6     | 14.1         | 3.1         |
| Rumunsko           | 1.6     | 10.8         | 25.0        |